# 大坡 (桃園市)
大坡，是臺灣桃園市新屋區的一個傳統地域名稱，位於該區中部偏西南。相較於今日行政區，其範圍大致與大坡里相近。

## 歷史
台灣清治末期至日治初期，大坡地區為一街庄，稱為「大坡庄」，隸屬於竹北二堡。該庄北與槺榔庄為鄰，東與番婆坟庄為鄰，南邊為十五間庄，西南邊為後庄，西北邊為笨仔港庄。
1901年（日治明治三十四年）11月，全台廢縣廳改設二十廳，該庄隸屬於桃仔園廳。1903年（明治三十六年），改名桃園廳。1909年（明治四十二年）10月，合併二十廳為十二廳，該庄隸屬不變。1920年（大正九年），廢十二廳改設五州二廳，該庄改制為「大坡」大字，隸屬於新竹州中壢郡新屋庄，大字下有「大坡」、「三角堀」小字名。
戰後新屋庄改制為新屋鄉，隸屬於新竹縣，大字亦改制為村。1950年桃、竹、苗分治，新屋鄉改隸屬於桃園縣。2014年12月，桃園縣升格為直轄桃園市，新屋鄉改制為新屋區，村亦改制為里。

## 聚落
本地區發展較早的聚落有大坡、三角堀等，在日治期初期的官方地圖上已有記載。此外，本地區尚有大莊埔、游厝等聚落。

## 交通
區道桃104線是蚵間海邊至甲頭屋的道路，大致以西南西—東北東走向經過大坡地區。由該道路向西南西可前往後庄、蚵間、羊寮並止於桃園市、新竹縣交界處的洋寮港橋，向東北東可前往社子、東勢的甲頭屋並止於市道114號路口。
區道桃106線是笨港至老飯店的道路，大致以西北—東南走向轉東北東—西南西走向再轉西北—東南走向蜿蜒經過本地區。由此道路向西北可前往笨港並止於省道台15線路口，向東南轉東可前往十五間、笨員、上陰影窩的老飯店並止於市道115號路口。
區道桃107線是大莊埔至新湖橋的道路，也是昔日跨縣鄉道桃竹107線的桃園市境內路段，其北側端點位於本地區大莊埔聚落的區道桃104線路口。由此道路向南南西出邊界後，可前往十五間西南部並止於桃園市、新竹縣邊界處的新湖橋，續行為新竹縣鄉道竹107線，可前往圓山子並止於市道117號路口。
區道桃91線是觀新橋至大莊埔的道路，其南側端點位於本地區東北部大莊埔聚落區道桃104線路口。由此向東北轉西北再轉北出邊界後，可前往下槺榔、黃屋、石牌嶺並止於新屋溪的觀新橋。

## 學校
- 大坡國中
- 大坡國小